# Југославија на Европском првенству у атлетици у дворани 1971.
Југославија учествовала је на 2. Европском првенству у дворани 1971 одржаном у Софији, (Бугарска), 13. и 14. марта.
На првенству у Софији, Србију је представљало шест атлетичара (4 мушкараца и 2 жене) који су се такмичили у 5 дисциплина.
На овом првенству представници Југославије нису освојили ниједну медаљу, нити је оборен неки рекорд. На табели успешности према броју и пласману такмичара који су учествовали у финалним такмичењима (првих 8 такмичара) Југославија је са 1 учесницом у финалу делила 18 место са представницима Грчке и Белгије од 21 земље које су имале представнике у финалу. Једино Данска и Турска нису имале учеснике у финалу
| Плас. | Земља       | 1. место | 2. место | 3. место | 4. место | 5. место | 6. место | 7. место | 8. место | Бр. финал. - Бод. |
| ----- | ----------- | -------- | -------- | -------- | -------- | -------- | -------- | -------- | -------- | ----------------- |
| 18.   | Југославија | −        | −        | −        | −        | 1 − 4    | −        | −        | −        | 1 − 4             |

## Учесници
| Бр. | Дисциплина | Мушкарци                                 | Жене                                   | Укупно |
| --- | ---------- | ---------------------------------------- | -------------------------------------- | ------ |
| 1.  | 60 м       |                                          | Бранислава Гак, АК Младост Земун       | 1      |
| 2.  | 800 м      | Славко Копривица                         |                                        | 1      |
| 3.  | 1500 м     | Јоже Међимурец, АК Партизан              |                                        | 1      |
| 4.  | Скок увис  | Бранко Вивод, АК Кладивар Цеље           | Снежана Хрепевник, АК 21. мај, Београд | 2      |
| 5.  | Скок удаљ  | Милан Спасојевић, АК Раднички Крагујевац |                                        | 1      |
|     | Укупно (5) | 4                                        | 2                                      | 6      |

## Резултати

### Мушкарци
| Атлетичар        | Дисциплина | Лични рекорд | Квалификације | Квалификације | Полуфинале | Полуфинале | Финале           | Финале | Детаљи |
| Атлетичар        | Дисциплина | Лични рекорд | Резултат      | Место         | Резултат   | Место      | Резултат         | Место  | Детаљи |
| ---------------- | ---------- | ------------ | ------------- | ------------- | ---------- | ---------- | ---------------- | ------ | ------ |
| Славко Копривица | 800 м      |              | 1:52,5        | 3. у гр. 1    |            |            | Није се пласирао | 7 / 12 |        |
| Јоже Међимурец   | 1.500 м    |              | 3:53,0        | 4. у гр. 3    |            |            | Није се пласирао | 18/24. |        |
| Бранко Вивод     | скок увис  |              |               |               |            |            | 2,11             | 11/20  |        |
| Милан Спасојевић | скок удаљ  |              |               |               |            |            | 7,23             | 15/17  |        |

### Жене
| Атлетичарка       | Дисциплина   | Лични рекорд | Квалификације | Квалификације | Полуфинале        | Полуфинале        | Финале            | Финале | Детаљи |
| Атлетичарка       | Дисциплина   | Лични рекорд | Резултат      | Место         | Резултат          | Место             | Резултат          | Место  | Детаљи |
| ----------------- | ------------ | ------------ | ------------- | ------------- | ----------------- | ----------------- | ----------------- | ------ | ------ |
| Бранислава Гак    | 60 м препоне | 7,3          | 7,8           | 6 уг гр 2     | Није се пласирала | Није се пласирала | Није се пласирала | 20/24  |        |
| Снежана Хрепевник | скок увис    | 1,79         |               |               |                   |                   | 1,76              | 5/13   |        |

## Биланс медаља Југославије после 2. Европског првенства у дворани 1970—1971.
|     | ЕП     |   |   |   |   | УП   |
| 1.  | 1970.  | 0 | 0 | 1 | 1 | = 12 |
| 2.  | 1971.  | 0 | 0 | 0 | 0 | = 16 |
| 1-2 | Укупно | 0 | 0 | 1 | 1 | = 16 |

|                                        | Атлетичар/ка                           |                                        |                                        |                                        |                                        |                                        |
| Није било вишеструких освајача медаља. | Није било вишеструких освајача медаља. | Није било вишеструких освајача медаља. | Није било вишеструких освајача медаља. | Није било вишеструких освајача медаља. | Није било вишеструких освајача медаља. | Није било вишеструких освајача медаља. |
| -------------------------------------- | -------------------------------------- | -------------------------------------- | -------------------------------------- | -------------------------------------- | -------------------------------------- | -------------------------------------- |

## Освајачи медаља Југославије  после 2. Европског првенства 1970—1971.
|    | Атлетичар/ка   | м | ж | ЕП       | Дисциплина |   |   |   |   |
| -- | -------------- | - | - | -------- | ---------- | - | - | - | - |
| 1. | Јоже Међимурец | м |   | 1970.    | 800 м      |   |   |   |   |
|    | Укупно         | 1 | 0 | 1970—71. |            | 0 | 0 | 1 | 1 |